# حارة الغدير الشرقية (صنعاء)

تعديل مصدري - تعديل

حارة الغدير الشرقية هي إحدى حارات حي معين بمديرية معين إحد مديريات العاصمة اليمنية صنعاء، بلغ تعداد سكانها 5866 نسمة حسب تعداد اليمن لعام 2004.